# Ibn Khallikan
Abu-l ‘Abbas Ahmad ibn Khallikan (1211-1282), erudito musulmán.
Nació en Arbela, Irak. Por su talento y su obra recibió el título de hombre más erudito y mejor historiador de la ciudad.
Estudió jurisprudencia en Mosul y, después de una breve estancia en Damasco, se asentó en El Cairo, donde ganó fama como jurista, teólogo y gramático.
Se casó en 1252. Dejó El Cairo para convertirse en juez (cadí) de Damasco en 1269. Cuando más tarde fue depuesto, volvió a El Cairo para aceptar el puesto de profesor y actuar como asistente del juez supremo. Regresó a Damasco triunfalmente para convertirse de nuevo en kadi, puesto al que renunció en 1281, un año antes de su muerte.
- Datos: Q71394